# Хазіахметов Шаміль Сафуанович
Шаміль Сафуанович Хазіахметов (8 вересня 1941, Алєксєєвка, Уфимський район, Башкирська АРСР — 22 грудня 2012, Уфа, Республіка Башкортостан) — російськомовний башкирський письменник, журналіст. Член Спілки письменників СРСР з 1982 року, член Спілки письменників Росії з 1992 року. Видав 13 книг в Уфі та Москві загальним накладом понад 150 тисяч примірників.

## Біографічні відомості
Закінчив Уфимський державний нафтовий технічний університет у 1967 році, до цього — навчався в Уфимському нафтовому технікумі (1956—1960 рр.), працював техніком-механіком цеху на заводі «Синтезкаучук», м. Омськ (1960—1962 рр.)
Під час навчання в нафтовому інституті співпрацює з республіканськими газетами. Захоплюється спортом, у 1963 році стає чемпіоном Башкирії з боксу серед студентів. Після закінчення на прохання обкому ВЛКСМ працює кореспондентом газети «Ленінець» (червень-листопад 1967 р.) Далі — робота інженером аварійно-диспетчерської служби Мубарекського районного управління Ташкентського управління магістральних газопроводів, Мубарек Узбецької РСР (1967—1969 рр.), Майстром СУ-13 зварювально-монтажного тресту, м. Печора Комі АРСР (1969—1970 рр.), Робота на інженерних посадах в будівельних організаціях м. Уфи (1970 — вересень 1985 р.).
У 1976 році в Уфі виходить перша книга «Сонячне місто», а в 1980 — в Москві друга книга «Червоний стик». У 1982 році Ш. Хазіахметов стає членом Спілки письменників СРСР. У 1985 році Ш. Хазіахметов починає роботу заступником головного редактора газети «Вечірня Уфа», (1985—1988 рр.), Потім — головним редактором Башкирського книжкового видавництва (1988—1991 рр.), у 1991 році організовує перше комерційне видавництво в Башкортостані «Слово» і стає його генеральним директором (1991—2000 рр.). У 2000 році отримує запрошення повернутися в газету «Вечірня Уфа» і стає її головним редактором (2000—2001 рр.), незабаром йде і повертається до видавництва «Слово» (2000—2004 рр.). З 2005 і до смерті у 2012 році працює головним редактором організованого ним видавництва «Скіф».

## Творчість
Вперше його оповідання прозвучали на Башкирському радіо в 1962 році. Публікувався в газетах, журналах «Зірка Сходу», «Робітничо-селянський кореспондент», тижневику «Літературна Росія», в колективних збірках «Хвилі».
Ш. Хазіахметовим видано 13 книг: «Сонячне місто» (1976); «Червоний стик» (1980); «Гарячий сезон» (1981); «Хай буде день» (1983); «Чоловіча розмова» (1985); «Мир вашому дому» (1986); «Вершник на годиннику» (1987); «Серед снігів білих» (1989); «Хмара над селом» (1991); «Дзвінок з сусіднього світу» (1993); «Гіркі плоди осені» (1996); «Сумна, як світ, історія» (2001); «Хто зупинив годинник?» (2007); «Пан літератор» (2014).
Також робив переклади творів башкирських авторів російською мовою.
Перші книги написані в дусі виробничого реалізму. Без пафосу, але незмінно з романтикою Ш. Хазіахметов описував будні будівельників трубопроводів, робітників та інженерів, з якими сам працював в різних куточках країни. Пізніше письменника все більш цікавлять теми складних психологічних загадок, відносин, фантастики і містичного реалізму. Останній роман-есе «Пан літератор» іронічний і автобіографічний, сповнений філософських роздумів про історію країни і рідного краю.
На рахунку письменника — десятки фантастичних оповідань, частина з яких вийшла друком у книзі «Дзвінок з сусіднього світу», а частина увійшла до збірок «Хмара над селом» і «Хто зупинив годинник?». Фантастика Шаміля Хазіахметова — це майбутнє, де немає місця війнам, міжнаціональним чварам, екологічним катастрофам. Герої його творів освоюють галактику, але думками і почуттями нерозривно пов'язані з малесенькою затишною планетою на ім'я Земля.